# Sjeverni zhuang (jezik)
Sjeverni zhuang jezik (ISO 639-3: ccx, povučen), nekada priznati jezik koji se smatrao jednim od individualnih jezika makrojezika zhuang [zha]. Danas je podijeljen na 10 jezika: guibian zhuang [zgn]; liujiang zhuang [zlj]; qiubei zhuang [zqe]; guibei zhuang [zgb]; youjiang zhuang [zyj]; centralni hongshuihe zhuang [zch]; istočni hongshuihe zhuang [zeh]; liuqian zhuang [zlq]; yongbei zhuang [zyb]; lianshan zhuang [zln]. 

## Vanjske poveznice
- Ethnologue (14th)
- Ethnologue (15th)